# クリスティヤン・ロヴリッチ
クリスティヤン・ロヴリッチ（Kristijan Lovrić、1995年12月1日 - ）は、クロアチア・オグリン出身のサッカー選手。NKオシエク所属。ポジションはFW。